# Timoconia
Timoconia là một chi bướm ngày thuộc họ Bướm nâu.